# Nikola Milojević (Fußballspieler)
Nikola Milojević (* 16. April 1981 in Mladenovac, Jugoslawien) ist ein serbischer Fußballspieler.

## Karriere
Seine Vereinskarriere verbrachte der Torwart unter anderem beim Hajduk Kula und Vitória Setúbal. Bei der U-21-Europameisterschaft 2004 in Deutschland wurde er mit der serbisch-montenegrinischen Mannschaft Vize-Europameister. Das Team qualifizierte sich so für die Olympischen Sommerspiele in Athen, wo es nach drei Niederlagen in der Vorrunde ausschied.